# George Fonsegrive
George Fonsegrive est un philosophe et romancier français né le 19 octobre 1852 à Saint-Capraise-de-Lalinde et mort à Paris 15e le 18 février 1917, qui milita dans le catholicisme social avec Marc Sangnier. Il publia plusieurs romans sous le pseudonyme de Yves Le Querdec.

## Biographie
Fils unique d'instituteur, Georges Pierre Lespinasse-Fonsegrive fréquenta le petit séminaire de Bergerac, tâta de diverses études pour se diriger finalement vers la philosophie. Agrégé de philosophie en 1880, il enseigne aux lycées de Montauban, Pau, Angoulême et Bordeaux avant d'arriver au Lycée Buffon à Paris.  
Le Dictionnaire du monde religieux dans la France contemporaine, chez Beauchesne, Paris, 2006, écrit à son propos : « L'évolution philosophique de Fonsegrive illustre les difficultés de la philosophie d'inspiration catholique à se mettre au diapason des questions posées par le développement des sciences historiques et sociales. La thèse préparée pour l'obtention du doctorat ès lettres en Sorbonne :  La causalité efficiente, Paris, 1881, emprunte les voies de la métaphysique traditionnelle, en cherchant à la renouveler par un apport venu de Maine de Biran (…). Plus tard mêlé au débat entre Loisy et Blondel, Fonsegrive s'adapte davantage à la problématique de la science historique…». Les catholiques le considéraient  « progressiste » ;  les milieux universitaires voyaient en lui avant tout un clérical. Il fut  désigné pour une chaire au Collège de France, mais le ministre Léon Bourgeois refusa de signer sa nomination. 
En avril 1896, il devient directeur de La Quinzaine, revue fondée en 1894 par Paul Harel, se voulant la grande revue du christianisme social tant au point de vue littéraire que philosophique, ce qui lui assura une influence considérable auprès des jeunes catholiques. 
Jean Lebrec écrit à propos de Joseph Malègue et de son roman à caractère social, Pierres noires. Les classes moyennes du Salut, que le nom de Fonsegrive apparaît souvent dans les notes prises en vue de la rédaction de cet ouvrage qui couvre la période du déclin des notables décrit par Daniel Halévy. Malègue, pense J. Lebrec, dut être très attentif à la lecture de G. Fonsegrive « comme ce fut le cas de tous les catholiques avertis au début du siècle, qu'il s'agisse du ralliement à la démocratie, de la question sociale ou de la possibilité d'une philosophie chrétienne ». Lebrec remarque aussi que le roman de Fonsegrive (sous le pseudonyme de Yves le Querdec), Le Fils de l'Esprit. Roman social, paru en 1905 chez Lecoffre à Paris fut, selon  P. Archambault, « le livre de chevet de toute une jeunesse.»
En 1899, le directeur de la Quinzaine ouvrit ses colonnes à Marc Sangnier. Dans La Quinzaine du 16 décembre 1903, sous le titre À propos d'exégèse, G. Fonsegrive manifesta sa sympathie à l'égard d'Alfred Loisy, en raison, pense Émile Poulat? d'une « sympathie fondée sur une communauté avouée de tendances philosophiques ». Mais, évoquant cet article peu avant sa mort, il fit valoir que, sans défendre les idées de Loisy, il demandait « à ses adversaires de le traiter avec charité ».
Il est le père du général Henri Lespinasse-Fonsegrive.

## Sources
- Paul Archambault, George Fonsegrive, collection « Les Maîtres d’une génération », Paris, Bloud et Gay, 1932
- Georges Hoog, Histoire du catholicisme social en France, Paris, Domat, 1946
- Ernest Pezet, Chrétiens au service de la Cité, Paris, Nouvelles Éditions Latines, 1965.
- Jeanne Caron, Le Sillon et la Démocratie chrétienne, Paris, Plon, 1966.
- André Caudron, article Georges Fonsegrive in Dictionnaire biographique, mouvement ouvrier, mouvement social? 2009.

## Œuvres
- L'Âme des peuples : Discours prononcé à la distribution des prix du lycée de Montauban, Montauban, L. Bousquet, 1881, 16 p.
- Essai sur le libre arbitre : Sa théorie et son histoire, Paris, Félix Alcan, coll. « Bibliothèque de philosophie contemporaine », 1887, 592 p. (lire en ligne)
- La causalité efficiente : Thèse de la Faculté des lettres de Paris, Paris, Félix Alcan, coll. « Bibliothèque de philosophie contemporaine », 1891 (lire en ligne)
- Éléments de philosophie, Volume I : Psychologie ; Volume II : Logique, métaphysique, morale, histoire de la philosophie, dissertations philosophiques, Paris, A. Picard et Kaan, s. d.
- François Bacon, Paris, P. Lethielleux, 1893, 420 p.
- Les Livres et les idées, Paris, V. Lecoffre, 1896
- Essai sur le libre arbitre : sa théorie et son histoire (2e éd. rev. et augm. d'un appendice), Alcan Paris, 1896.
- L'Enseignement féminin, Paris, V. Lecoffre, 1898, 55 p.
- Catholicisme et démocratie, Paris, Victor Lecoffre, 1898, 283 p. (lire en ligne)
- Le catholicisme et la vie de l'esprit, Paris, V. Lecoffre, 1899, 458 p. (lire en ligne)
- L'attitude du catholique devant la science, Paris, Bloud et Barral, coll. « Science et religion / Études pour le temps présent » (no 29), 1900, 62 p. (lire en ligne)
- Le catholicisme et la religion de l'esprit : à propos du livre de M. Sabatier, ayant pour titre "Esquisse d'une philosophie de la religion d'après la psychologie et l'histoire", Paris, Bloud et Barral, coll. « Science et religion / Études pour le temps présent » (no 30), 1900, 62 p. (lire en ligne)
- La crise sociale, Paris, Victor Lecoffre, 1901, 498 p.
- Comment lire les journaux ?, Paris, V. Lecoffre, 1903, 280 p.
- Mariage et union libre, Paris, Plon-Nourrit, 1904, 392 p. (lire en ligne) : prix Juteau-Duvigneaux de l’Académie française en 1905
- Catholicisme et libre pensée, Paris, Bloud, coll. « Science et religion / Études pour le temps présent » (no 369), 1905, 62 p.
- Morale et société, Paris, Bloud, coll. « Études de morale et de sociologie », 1907, 344 p. (lire en ligne)
- La voie de l'homme et la prière du chrétien : Le "Chemin de la croix" et le "Pater", Paris, Bloud, coll. « Science et religion / Apologétique » (no 492), 1908, 61 p. (lire en ligne)
- Windthorst, Paris, Librairie de P.-J. Béduchaud, coll. « Les grands hommes de l'église au XIXe siècle » (no 14), 1908, 213 p. (lire en ligne)
- Ferdinand Brunetière, Paris, Bloud, 1908, 103 p.
- Regards en arrière : Les préfaces de la "Quinzaine", Paris, Bloud, 1908, 345 p.
- Essais sur la connaissance, Paris, Lecoffre, 1909, 271 p. (lire en ligne)
- L'État moderne et la neutralité scolaire, Paris, Bloud, coll. « Science et religion / Questions de sociologie » (no 554), 1910, 64 p.
- Art et pornographie, Paris, Bloud, coll. « Science et religion / Questions sociales » (no 576), 1911, 62 p. (lire en ligne)
- Solidarité, piété, charité : examen de la nouvelle morale, Paris, Bloud, coll. « Science et religion / Questions philosophiques » (no 178), 1912, 61 p. (lire en ligne)
- Léon Ollé-Laprune : l'homme et le penseur, Paris, Bloud et Gay, coll. « Science et religion » (no 628), 1912, 63 p.
- J.-J. Rousseau, Paris, Bloud, coll. « Philosophes et penseurs », 1913, 61 p.
- Courageusement, Paris, librairie de "la Démocratie", 1913, 250 p.
- "Kultur" et civilisation, Paris, Bloud et Gay, coll. « Pages actuelles » (no 90), 1916, 40 p. (lire en ligne)
- De Taine à Péguy : L'évolution des idées dans la France contemporaine, Paris, Bloud et Gay, 1917, 335 p. (lire en ligne)

Sous le pseudonyme de Yves Le Querdec
- Lettres d’un curé de campagne, Lecoffre, Paris, 1894.
- Lettres d’un curé de canton, Lecoffre, Paris, 1895, 372 p.
- Journal d’un évêque, Lecoffre, Paris, 1896.
- Le Fils de l'Esprit (roman social), Paris, Lecoffre, 1905, 607 p. (lire en ligne)
- Le Mariage du docteur Ducros, Gabalda, Paris, 1916.